# Wektor normalny

Konstrukcja wektora normalnego do powierzchni

Wektor normalny – wektor prostopadły do płaszczyzny, lub w wypadku innych powierzchni prostopadły do płaszczyzny stycznej do powierzchni w danym punkcie. Pojęcie to używane jest w matematyce, fizyce, biologii molekularnej, grafice 3D.

## W grafice komputerowej
Wektor normalny oznacza wektor prostopadły do powierzchni obiektu trójwymiarowego w danym punkcie. Niekoniecznie musi on być równoległy do normalnej do uśrednionej (wygładzonej) powierzchni (zobacz: mapowanie wypukłości).
Każdy wektor wyznacza kierunek, dlatego w grafice komputerowej wektor normalny określa stronę powierzchni. Rozróżnia się „przód” (ang. face) i „tył” (ang. back). To rozróżnienie stosuje się m.in. do ukrywania powierzchni niewidocznych – w j. ang. metoda ta nazywa się backface culling i polega na niewyświetlaniu tych powierzchni, które są zwrócone „tyłem” do obserwatora, co pozwala w statystycznej scenie wyeliminować spory odsetek niewidocznych powierzchni.
Jeśli obiekty są reprezentowane jako siatka wielokątów, stosuje się technikę wygładzania przy użyciu wektorów normalnych. Dla każdego wierzchołka wyznacza się wektor normalny, który jest geometryczną sumą wektorów normalnych wielokątów, do których należy dany wierzchołek. Następnie przy oświetleniu wielokątów nie bierze się ich własnych wektorów normalnych, ale wyznacza wektor normalny poprzez interpolację wektorów z wierzchołków. Powoduje to powstanie złudzenia gładkości powierzchni.
Jeśli dana płaszczyzna opisana jest w postaci parametrycznej przy pomocy dwóch niezależnych od siebie rzeczywistych parametrów {\displaystyle t_{1}} i {\displaystyle t_{2}{:}}
{\displaystyle {\begin{cases}{\begin{matrix}x=x(t_{1},t_{2})\\y=y(t_{1},t_{2})\\z=z(t_{1},t_{2})\end{matrix}}\end{cases}},}
wówczas wektory styczne do tej powierzchni, różniczkując kolejno po {\displaystyle t_{1}} i {\displaystyle t_{2},} wyrażają się odpowiednio:
{\displaystyle \mathbf {\overrightarrow {v_{1}}} ={\begin{bmatrix}{\frac {\delta x}{\delta t_{1}}},&{\frac {\delta y}{\delta t_{1}}},&{\frac {\delta z}{\delta t_{1}}}\end{bmatrix}}}
{\displaystyle \mathbf {\overrightarrow {v_{2}}} ={\begin{bmatrix}{\frac {\delta x}{\delta t_{2}}},&{\frac {\delta y}{\delta t_{2}}},&{\frac {\delta z}{\delta t_{2}}}\end{bmatrix}}}
Następnie wyznaczamy iloczyn wektorowy powyższych dwóch wektorów, który jest jednocześnie szukanym wektorem normalnym:
{\displaystyle {\overrightarrow {v_{1}}}\times {\overrightarrow {v_{2}}}=\left|{\begin{array}{c}{\overrightarrow {i}}&{\overrightarrow {j}}&{\overrightarrow {k}}\\{\frac {\delta x}{\delta t_{1}}}&{\frac {\delta y}{\delta t_{1}}}&{\frac {\delta z}{\delta t_{1}}}\\{\frac {\delta x}{\delta t_{2}}}&{\frac {\delta y}{\delta t_{2}}}&{\frac {\delta z}{\delta t_{2}}}\end{array}}\right|}
Ostatecznie więc wektor normalny do naszej powierzchni dla danych parametrów {\displaystyle t_{1}} i {\displaystyle t_{2},} czyli w punkcie {\displaystyle (x,y,z),} wyraża się wzorem:
{\displaystyle \mathbf {\overrightarrow {n}} ={\begin{bmatrix}\lambda \left|{\begin{array}{c}{\frac {\delta y}{\delta t_{1}}}&{\frac {\delta z}{\delta t_{1}}}\\{\frac {\delta y}{\delta t_{2}}}&{\frac {\delta z}{\delta t_{2}}}\end{array}}\right|,&-\lambda \left|{\begin{array}{c}{\frac {\delta x}{\delta t_{1}}}&{\frac {\delta z}{\delta t_{1}}}\\{\frac {\delta x}{\delta t_{2}}}&{\frac {\delta z}{\delta t_{2}}}\end{array}}\right|,&\lambda \left|{\begin{array}{c}{\frac {\delta x}{\delta t_{1}}}&{\frac {\delta y}{\delta t_{1}}}\\{\frac {\delta x}{\delta t_{2}}}&{\frac {\delta y}{\delta t_{2}}}\end{array}}\right|\end{bmatrix}};\quad \lambda \in \mathbb {R} \setminus \{0\}}
Jeżeli powierzchnia opisana jest funkcją {\displaystyle y=f(x,z),} to wtedy zmienne {\displaystyle x} i {\displaystyle z} traktujemy jako parametry, odpowiednio {\displaystyle t_{1}} i {\displaystyle t_{2}{:}}
{\displaystyle \left\{{\begin{array}{l}x=t_{1}\\y=y(t_{1},t_{2})=f(x,z)\\z=t_{2}\end{array}}\right.}
Po odpowiednich podstawieniach otrzymujemy szukany wektor normalny:
{\displaystyle \mathbf {\overrightarrow {n}} ={\begin{bmatrix}\lambda \cdot {\frac {\delta y}{\delta x}},&-\lambda ,&\lambda \cdot {\frac {\delta y}{\delta z}}\end{bmatrix}};\quad \lambda \in \mathbb {R} \setminus \{0\}}

## Wektory normalne niektórych powierzchni
- Płaszczyzna {\displaystyle \Pi } o równaniu ogólnym {\displaystyle ax+by+cz+d=0} w dowolnym punkcie {\displaystyle (x,y,z)\in \Pi {:}}

{\displaystyle \mathbf {\overrightarrow {n}} ={\begin{bmatrix}\lambda a,&\lambda b,&\lambda c\end{bmatrix}}=const;\quad \lambda \in \mathbb {R} \setminus \{0\}}
- Sfera kuli {\displaystyle \Pi } o równaniu ogólnym {\displaystyle (x-x_{0})^{2}+(y-y_{0})^{2}+(z-z_{0})^{2}=R^{2}} w punkcie {\displaystyle (x,y,z)\in \Pi {:}}

{\displaystyle \mathbf {\overrightarrow {n}} ={\begin{bmatrix}\lambda (x-x_{0}),&\lambda (y-y_{0}),&\lambda (z-z_{0})\end{bmatrix}};\quad \lambda \in \mathbb {R} \setminus \{0\}}
- Powierzchnia elipsoidy {\displaystyle \Pi } o równaniu ogólnym {\displaystyle \left({\frac {x-x_{0}}{a}}\right)^{2}+\left({\frac {y-y_{0}}{b}}\right)^{2}+\left({\frac {z-z_{0}}{c}}\right)^{2}=1} w punkcie {\displaystyle (x,y,z)\in \Pi {:}}

{\displaystyle \mathbf {\overrightarrow {n}} ={\begin{bmatrix}\lambda \cdot {\frac {x-x_{0}}{a^{2}}},&\lambda \cdot {\frac {y-y_{0}}{b^{2}}},&\lambda \cdot {\frac {z-z_{0}}{c^{2}}}\end{bmatrix}};\quad \lambda \in \mathbb {R} \setminus \{0\}}